# Idiocera arete
Idiocera arete là một loài ruồi trong họ Limoniidae. Chúng phân bố ở miền Cổ bắc.